# Musée du car de Vanosc
Le musée du car de Vanosc officiellement nommé musée du charronnage au car est un musée fondé en 2001 par l'association La Vanaude,  situé à Vanosc en France à 15 km d'Annonay en Ardèche, et consacré à l'autocar. Il rend également hommage à Joseph Besset (1890-1959), apprenti charron natif du village, devenu grand industriel et un des plus grands constructeurs d'autocars et autobus de France.
Le musée relate cette aventure humaine à l'aide de visites guidées. Il présente une très belle exposition d'outils de l'époque du charronnage et de magnifiques véhicules tous carrossés à Annonay, capitale de autocar.

## Liste des véhicules
- 1929 Rolland Pilain carrosserie Besset : France
- 1935 Citroën P32 carrosserie Besset : France
- 1943 Isobloc W843 M : France
- 1947 Citroën P45 carrossé à Annonay : France
- 1947 Tubincendie FIN Ford Poissy : France
- 1948 Coccinelle SOFRAVEL : France
- 1949 Berliet PCK8 carrosserie Besset : France
- 1951 Tubobloc, caravane pliante : France
- 1955 Isobloc 648 DP103 : France
- 1955 Isobloc 648 DP102 : France
- 1951 Isobloc 149 DP : France
- 1957 Chausson APH : France
- 1956 Floirat YP55 : France
- 1958 Citroën 2 CV AZ : France
- 1959 Isobloc 655 DH : France
- 1964 Citroën Ami 6 : France
- 1977 SAVIEM S45 : France
- 1981 SAVIEM SC 10 : France
- 1982 SAVIEM S53 R 1982 : France
- 1984 Renault FR1 : France
- 1985 Renault R312 : France
- 1990 SAVIEM S53 RX 1990 : France
- 2002 RVI Tracer : France
- 2003 Irisbus Agora S : France